# Kalinjor
Kalinjor – gaun wikas samiti w środkowej części Nepalu  w strefie Dźanakpur w dystrykcie Sarlahi. Według nepalskiego spisu powszechnego z 2001 roku liczył on 842 gospodarstw domowych i 4790 mieszkańców (2323 kobiet i 2467 mężczyzn).